# Chiesa di Nuestra Señora del Perpetuo Socorro
La Iglesia de Nuestra Señora del Perpetuo Socorro, (Chiesa di Nostra Signora del Perpetuo Soccorso in italiano) è una chiesa di rito cattolico dei Padri Redentoristi, ubicata nel centro storico di Torreón, nello stato di Coahuila in Messico.

## Storia
I Redentoristi giunsero a Torreón nel 1920 su richiesta del vescovo di Saltillo, monsignor Jesús María Echavarría, il quale chiese a padre Baldomero Silva, vice-provinciale dei Redentoristi in Messico, tre sacerdoti per una missione simultanea nelle parrocchie di Guadalupe e di Nostra Signora del Carmen, gli unici due centri religiosi cattolici esistenti in quel momento in città. Nell'ottobre del 1922, poiché non c'erano abbastanza sacerdoti per servire la parrocchia di Guadalupe, il vescovo scrisse al superiore dei Redentoristi in Messico chiedendo che tre sacerdoti se ne prendessero cura per sei mesi, richiesta che fu accettata, ma per un periodo più breve. Quando terminarono il periodo di gestione della parrocchia di Guadalupe, la consegnarono il 4 marzo 1923, ma monsignor Echavarría chiese loro di rimanere a Torreón, a condizione che la loro casa e la chiesa fossero costruite in un luogo equidistante dalle due chiese allora esistenti in città: la Guadalupe e la Del Carmen. I padri iniziarono a cercare e il luogo fu trovato: era una grande cantina, un immobile con tre porte su Avenida Juárez e altre su Avenida Falcón, di proprietà del signor Vera, che fu felice di affittare quello spazio per una cappella temporanea della Vergine del Perpetuo Soccorso. Alla fine di marzo del 1923 lo spazio venne restaurato e benedetto. Il passaggio da cantina a una cappella fu una sorpresa assoluta per i clienti abituali, che erano soliti bere qualcosa la mattina presto. Tutti rimasero sorpresi dalla velocità del lavoro. Venne costruita inizialmente con una sola torre campanaria, anni dopo, fu aggiunta una seconda torre, le cui mura furono ricoperte di mattoni, venne completata definitivamente nel 1930. La chiesa ha subito numerose modifiche nel corso del tempo: alcune delle sue pale d'altare originali sono state rimosse e la balaustra, gli affreschi del soffitto furono coperti e l'interno fu dipinto di bianco, senza rispettare lo stile originale. La festa patronale in onore della Madonna del Perpetuo Soccorso, si celebra ogni anno il 27 giugno, con processioni, messe solenni e attività comunitarie.

## Descrizione

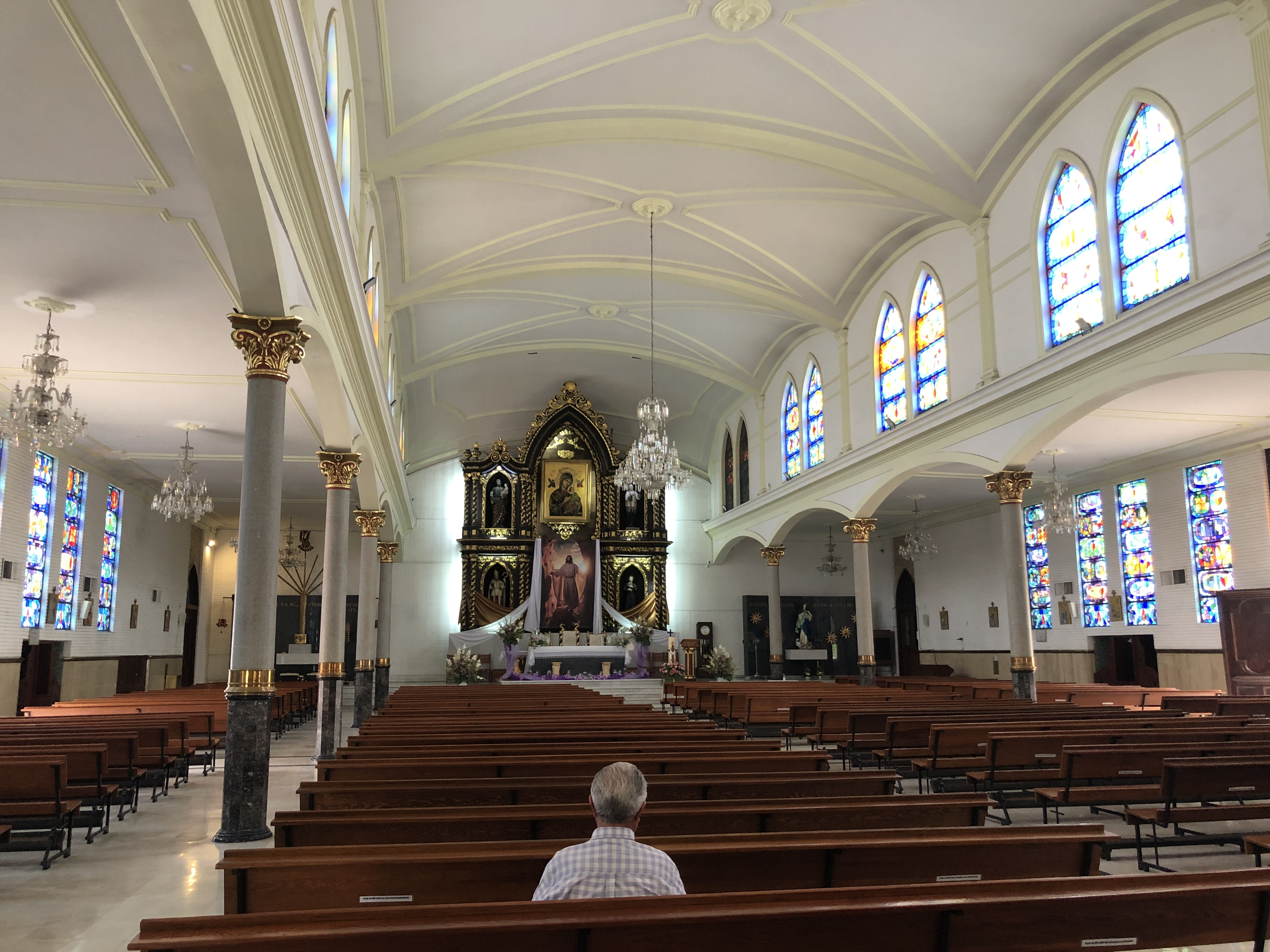
Interno della Chiesa di Nuestra Señora del Perpetuo Socorro

La chiesa ha un'architettura eclettica perché gli stili neoclassico e neogotico sono stati combinati con il tempo. La facciata presenta due campanili gemelli agli angoli ed è divisa in sette sezioni da colonne di ispirazione corinzia. Un primo corpo è caratterizzato da tre porte e nicchie con archi a sesto acuto che ospitano immagini di santi. Un secondo corpo presenta un oculo centrale sopra il quale è posto un rilievo della Vergine del Perpetuo Soccorso. La facciata è sormontata da una serie di pinnacoli gotici e da un timpano contenente lo stemma dei Redentoristi, Le torri presentano una serie di finestre con archi a sesto acuto e sono coronate da Pinnacoli e croci in stile gotico sulla sua guglia. Le porte di accesso sono in legno, decorate da bassorilievi dipinti in oro. L'interno è composto da una navata centrale e due più piccole laterali, il tutto sorretto da 10 colonne in marmo grigio chiaro e verde scuro, anch'esse di ispirazione corinzia, le finestre sono decorate con vetri multicolore con immagini di santi. La pala dell'altare è in legno, con il Cristo al centro, circondato da quattro statue di santi e al centro un'immagine della Vergine del Perpetuo Soccorso. Le pareti laterali sono adornate da dipinti e statue di santi.

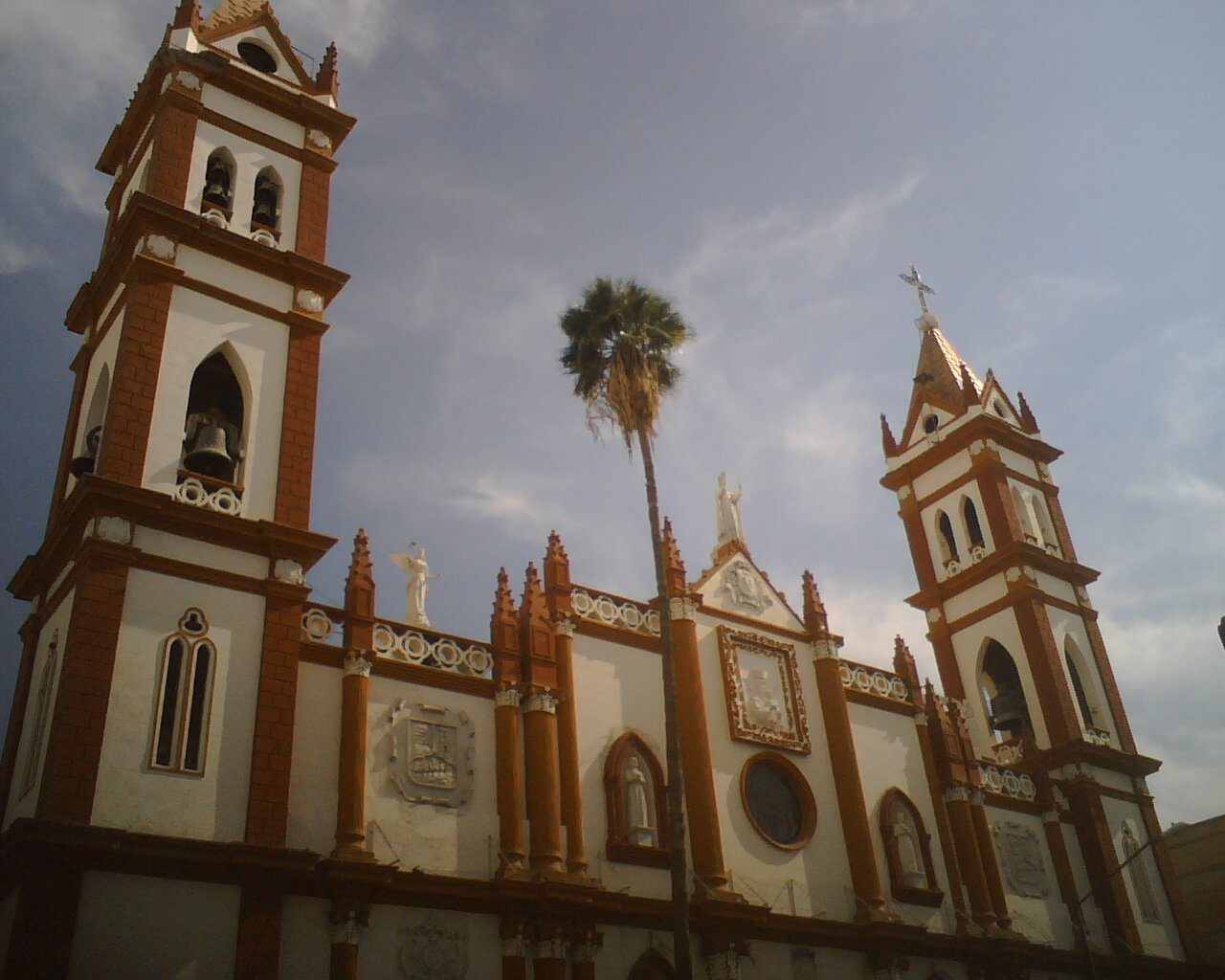
Iglesia del Perpetuo Socorro nel 2011